# NGC 7692
NGC 7692 (другие обозначения — PGC 71712, MCG -1-60-3, IRAS23302-0552) — галактика в созвездии Водолей.
Этот объект входит в число перечисленных в оригинальной редакции «Нового общего каталога».